# 斎木達彦
斎木 達彦（さいき たつひこ、1995年10月5日 - ）は、日本の作曲家、編曲家。日音所属。神奈川県出身。

## 来歴
リヴァプール・インスティテュート・フォー・パフォーミング・アーツ 卒。18歳でイギリスに単身渡り、大学在学中にトラックメイキングとゲーム音楽制作を開始。
映像音楽の作曲とヴォーカル作品への楽曲提供を中心に活動中。元グラススキー日本代表。

## 作品

### テレビドラマ
2021年
- ガールガンレディ（MBS）
- ＃コールドゲーム（東海テレビ・中村巴奈重と共同）
- TOKYO MER〜走る緊急救命室〜（TBS・羽岡佳、櫻井美希と共同）
- サレタガワのブルー（MBS・兼松衆と共同）

2022年
- 金田一少年の事件簿（日本テレビ・兼松衆、見岳章と共同）
- Sister（日本テレビ）

2023年
- なにわの晩さん! 美味しい美味しい走り飯（朝日放送テレビ）
- VIVANT（TBS・音楽協力）

2024年
- しょせん他人事ですから 〜とある弁護士の本音の仕事〜（テレビ東京・田渕夏海と共同）
- バントマン（東海テレビ・フジテレビ）

2025年
- 119エマージェンシーコール（フジテレビ）

### テレビアニメ
2019年
- アグレッシブ烈子（Netflix・共同）

2020年
- ファンタシースターオンライン2 エピソード・オラクル（TOKYO MX・大間々昂と共同）
- 乙女ゲームの破滅フラグしかない悪役令嬢に転生してしまった…（MBS・田渕夏海、中村巴奈重、櫻井美希、兼松衆と共同）

2021年
- カノジョも彼女（MBS・櫻井美希と共同）

2022年
- 魔法使い黎明期

2023年
- 冰剣の魔術師が世界を統べる（TBS・田渕夏海と共同）
- 悲劇の元凶となる最強外道ラスボス女王は民の為に尽くします。（MBS・中村巴奈重、佐久間奏、中嶋純子と共同）

2024年
- 即死チートが最強すぎて、異世界のやつらがまるで相手にならないんですが。（TOKYO MXほか・中村巴奈重、佐久間奏、門脇大輔と共同）
- THE NEW GATE（未発表・森悠也、土田美咲、田中津久美と共同）
- ハズレ枠の【状態異常スキル】で最強になった俺がすべてを蹂躙するまで
- 俺は全てを【パリイ】する 〜逆勘違いの世界最強は冒険者になりたい〜

### 劇場アニメ
- 君は彼方（2020年・デジタルネットワークアニメーション)[11]

### 実写映画
- がっこうぐらし！（2019年・アクションシーン音楽作・編曲)
- 劇場版TOKYO MER〜走る緊急救命室〜（2023年・バックグラウンドミュージック作・編曲）

### ドキュメンタリー
- NHKスペシャル『食の起源』（2019年・NHK・兼松衆、中村巴奈重と共同）
- MILLENNIAL/ミレニアル（2020年・AbemaTV)

### テレビ番組
- CDTV サタデー  BGM（TBS）
- Culture Crossroads  テーマ音楽（NHK World)
- はやドキ！ BGM（TBS)
- あさチャン！ BGM（TBS)
- NEWS23 BGM（TBS)

### ゲーム音楽
- マギアレコード 魔法少女まどか☆マギカ外伝（2018年、共同)[12]

### CM
- NISSAN NOTE（2019年）

### 楽曲提供・編曲
- OTMGirls feat.アグレッシブ烈子「アグレッシブガール」（作・編曲、田渕夏海と共同）
- Shuta Sueyoshi「WONDER HACK」収録「I’M YOUR OWNER」（作・編曲）
- Mia REGINA「RE!RE!!RE!!!」収録「Non stop road」（編曲）[13]